# Julia Davis
Julia Davis, född 25 augusti 1966 i Bath, Somerset, är en brittisk skådespelare.
Davis har bland annat medverkat i TV-serien Hunderby (2012-2015). Hon har även medverkat i filmerna Övertalning från 2007 och Run Rabbit Run  från 2023.

## Filmografi (urval)
- 2007 – Övertalning
- 2012–2015 – Hunderby (TV-serie)
- 2017 – Phantom Thread
- 2021 – Sing 2
- 2021 – En brittisk skandal (TV-serie)
- 2023 – Run Rabbit Run